# Confederação Argentina
A Confederação Argentina foi uma confederação de províncias que existiu entre 1835 e 1852, durante a organização da atual República Argentina, então governada por Juan Manoel de Rosas. Seus integrantes delegaram representação externa e alguns outros poderes no governo. Este é um dos nomes oficiais da República Argentina, de acordo com o artigo 35 da Constituição da Nação Argentina, junto com República Argentina e Províncias Unidas do Rio da Prata.
A assinatura do Pacto Federal (entre as províncias de Buenos Aires, Entre Ríos, Santa Fé e Corrientes), na data em 4 de janeiro de 1831 - à qual as outras nove províncias então existentes aderiram nos dois anos seguintes - é considerada o ponto inicial do período de transição, que terminou com o regresso de Juan Manuel de Rosas ao governo de Buenos Aires, em 1835. A derrubada de Rosas após a Batalha de Caseros levou à secessão da província principal da Confederação, dando origem ao Estado de Buenos Aires em 1852. Este último entrou em guerra com o resto da Confederação e confrontou-o na Batalha de Pavón, em 1861. O triunfo de Buenos Aires significou o fim da Confederação, a reunificação nacional (às custas do fim das autonomias provinciais federais) hegemonizado pela elite liberal instalada na cidade de Buenos Aires, e a aplicação da Constituição de 1853 em todo o território argentino.

## História
O território das Províncias Unidas do Rio da Prata se comportou de fato como uma confederação desde 1835, quando Juan Manuel de Rosas tomou o controle de Buenos Aires e a representação exterior do país, pelo que o nome Confederação Argentina se usa para referir-se ao período compreendido entre 1835 e 1852.

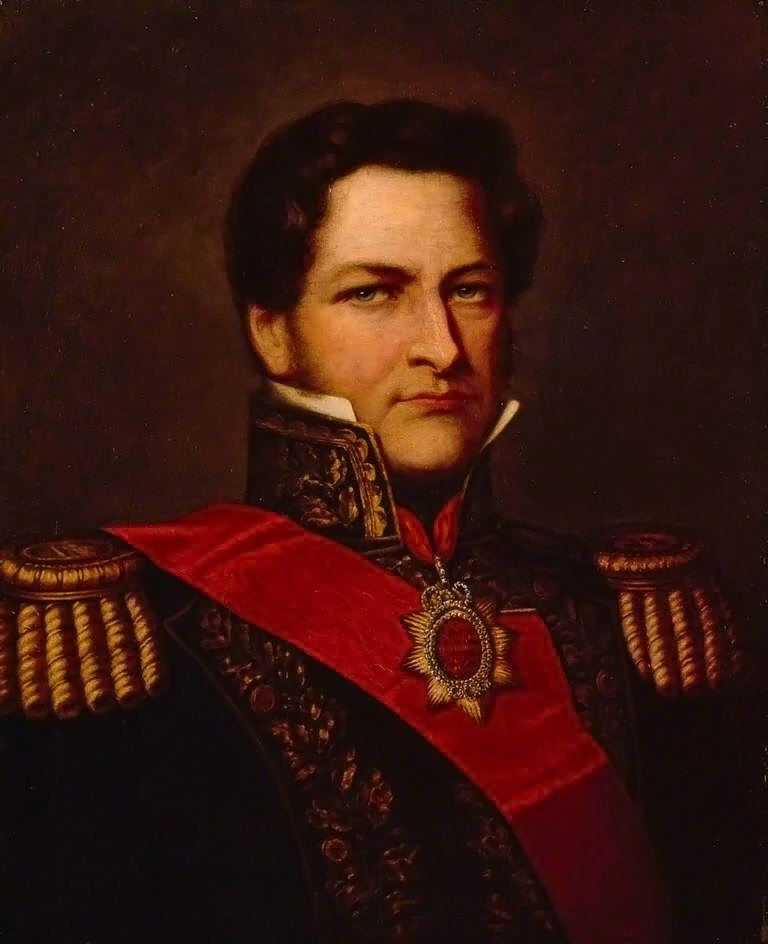
Juan Manuel de Rosas.

Era um estado federal baseado em tratados interprovinciais, sem uma constituição nacional. 
Durante todo o período de existência da Confederação, as Províncias Unidas viveram de fato em estado de Guerra civil nas fronteiras da atual Argentina, gerada pelos exilados políticos do Partido Unitario, em luta para retomar o poder. 
Entre 1837 e 1838 o país travou uma guerra contra a Confederação Peru-Boliviana, que na prática, eram conflitos menores em que as tropas argentinas eram quase exclusivamente milícias recrutadas de províncias do Noroeste argentino. 
Simultaneamente, se travou a chamada Guerra Grande em solo uruguaio, que se relacionou com as guerras argentinas. Resumidamente os federales colaboravam com os blancos contra os colorados. Por outro lado, os Unitarios colaboravam com os colorados e seus aliados estrangeiros como Reino Unido, França e o Império do Brasil, frustrando os plano de Rosas. 
Em 1845, o conflito não declarado por parte de franceses e britânicos (que aprovavam o governo de Montevidéu) se transformou em uma invasão naval de grande escala, que fracassou devido à resistência das tropas federais, em particular, na Batalha da Vuelta de Obligado. 
Depois da derrota e a queda do governo de Rosas na Batalha de Caseros, se iniciou um processo de institucionalização do país, que conservou o nome "Confederação Argentina", e se sancionou a Constituição Argentina de 1853, que formou um governo e um poder executivo. 

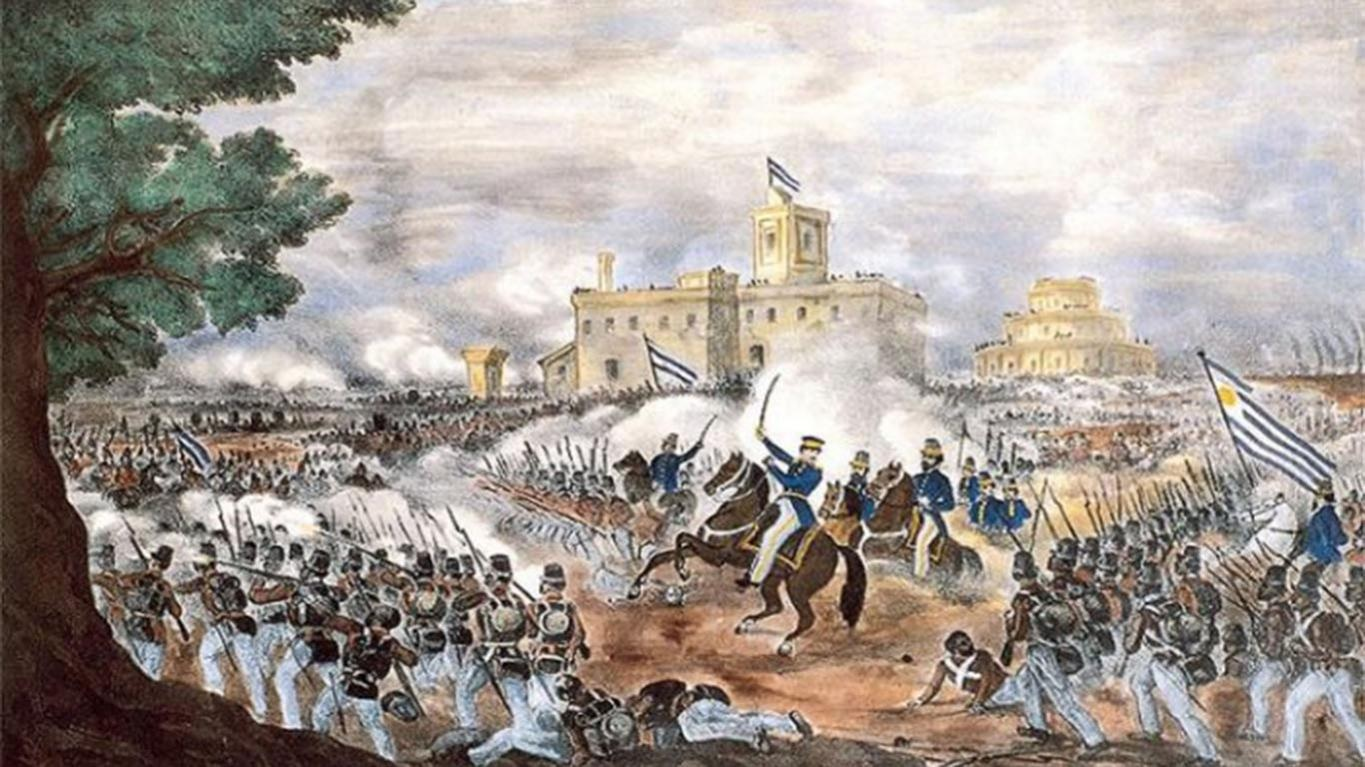
Batalha de Caseros.

Não obstante, a Província de Buenos Aires se recusou a participar do novo estado, se separando com o nome de Estado de Buenos Aires. A secessão se deu pela elite comercial da província não aceitar os novos regimes econômicos estabelecidos pela Constituição. 
O regime estabelecido em Buenos Aires era controlado por líderes unitarios como Valentín Alsina e Bartolomé Mitre. Os representantes da província foram retirados do Congresso Constituinte antes da sanção da nova constituição, assim como as lideranças se opuseram a participar das eleições das autoridades nacionais. 

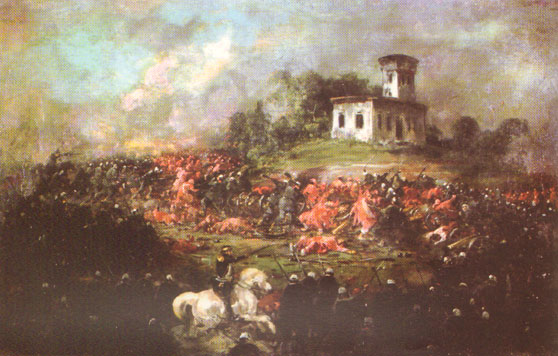
Batalha de Pavón, travada em 1861, culminou com a vitória de Buenos Aires.

Após sanção da Constituição de 1853, em 5 de março de 1854, Justo José de Urquiza e Salvador María del Carril foram eleitos Presidente e Vice-presidente respectivamente, e se mudaram, junto com seus ministros para a cidade de Paraná , estabelecida anteriormente como capital provisória da Confederação. 
Em 1859 Buenos Aires e a Confederação entraram em guerra. A derrota da Confederação na  Batalha de Pavón em 1861 culminou com a renúncia do novo presidente Santiago Derqui, e, com a vitória de Buenos Aires sobre a Argentina, e impondo Buenos Aires como o centro da política nacional. 
Após um período de organização política, o Governador de Buenos Aires Bartolomé Mitre assumiu a presidência em 1861.

## Ligação externa
- Confederação Argentina (em espanhol)